# Sielsowiet kostielcewski
Sielsowiet kostielcewski (ros. Костельцевский сельсовет) – jednostka administracyjna wchodząca w skład rejonu kurczatowskiego w оbwodzie kurskim w Rosji.
Centrum administracyjnym sielsowietu jest wieś (ros. село, trb. sieło) Kostielcewo.

## Geografia
Powierzchnia sielsowietu wynosi 223,08 km².

## Historia
Status i granice sielsowietu zostały określone 21 października 2004 roku.

## Demografia
W 2017 roku sielsowiet zamieszkiwało 964 mieszkańców.

## Miejscowości
W skład sielsowietu wchodzą miejscowości: Kostielcewo, Afanasjewka, Bieriezuckoje, Bołwanowo, Wierchnieje Soskowo, Darnica, Durniewo, Żmakino, Żurawinka, Zagriadskoje, Zaprutje, Kosoj Chutor, Marmyży, Muchino, Niżnieje Soskowo, Nikołajewka, Płaksino, Razdolje, Rogowo, Rusanowo, Sogłajewo, Troickoje, Faustowo, Czornyj Kołodieź, Czeczewiznia, Szyrkowo.